# Thalassodes dissepta
Thalassodes dissepta là một loài bướm đêm trong họ Geometridae.